# NGC 562
NGC 562 ist eine Spiralgalaxie vom Hubble-Typ Sc im Sternbild Andromeda am Nordsternhimmel. Sie ist schätzungsweise 465 Millionen Lichtjahre von der Milchstraße entfernt und hat einen Durchmesser von etwa 175.000 Lj.
Das Objekt wurde am 30. November 1885 von dem US-amerikanischen Astronomen Lewis A. Swift entdeckt.